# Comunidades judaicas de Portugal
As raízes dos judeus em Portugal são muito anteriores à formação da nacionalidade. Quando D. Afonso Henriques obteve o reconhecimento do seu reino independente, em 1143, já viviam judeus na Península Ibérica há, pelo menos, um milénio. Os judeus diferenciavam-se dos outros povos por se considerarem sempre uma nação no exílio, cujo anelo milenário era o retorno à sua Terra, sem ambições territoriais onde quer que encontravam asilo. Só contribuindo para a prosperidade dos seus anfitriões podiam assegurar o bom acolhimento.[carece de fontes?]
Porém, o acolhimento nem sempre foi o melhor. Com o édito de D. Manuel (1496) e o estabelecimento oficial da inquisição instalaram-se longos séculos de intolerância e preconceito, que levaram à quase destruição do judaísmo e dos judeus em Portugal. Só no século XX se instalaram novamente em Portugal, de forma organizada, comunidades judaicas.[carece de fontes?]

## Comunidades Judaicas
Nota: Como antes de 1948 não existia Estado de Israel, judeu e israelita eram sinónimos, por isso muitas comunidades optaram pela palavra "Israelita" em vez de "Judaica".

### Lisboa
A Comunidade Israelita de Lisboa foi reconhecida oficialmente em 1913. Congrega os judeus da Grande Lisboa. A sua sede encontra-se na Avenida Alexandre Herculano, n.º 59, em Lisboa. Aí está edificada a Sinagoga Shaaré Tikva (Portas da Esperança). Segundo o site oficial da Comunidade Israelita de Lisboa, são objectivos da Comunidade promover a educação religiosa das novas gerações nos valores do Judaísmo, angariar novos membros e reforçar o envolvimento da mesma no meio e no país, dialogando e interagindo com as autoridades e instituições civis e religiosas.
Entre 2004 e 2012 existiu também uma vibrante comunidade de judaismo conservador (Masorti) - Kehilat Beit Israel. Esta comunidade ofereceu uma forma inovadora de encarar o judaismo, as mulheres foram contadas para Minyan e serviu de ponte entre a velha comunidade e o mundo exterior. Devido à crise económica e à emigração a comunidade foi desmantelada.
A Sinagoga Ohel Jacob (“Tenda de Jacob”) – a única askenazi em Portugal - caracterizada pela sua abertura ao exterior, tolerância e compreensão para com judeus de todas as origens, em especial a integração dos descendentes de marranos – ou b’nei anussim –, filhos dos “forçados” em busca das suas raízes e identidade judaicas.  A Sinagoga Ohel Jacob segue as interpretações do Judaísmo Progressista, igualitário e inclusivo.[carece de fontes?]

Sinagoga Shaaré Tikva
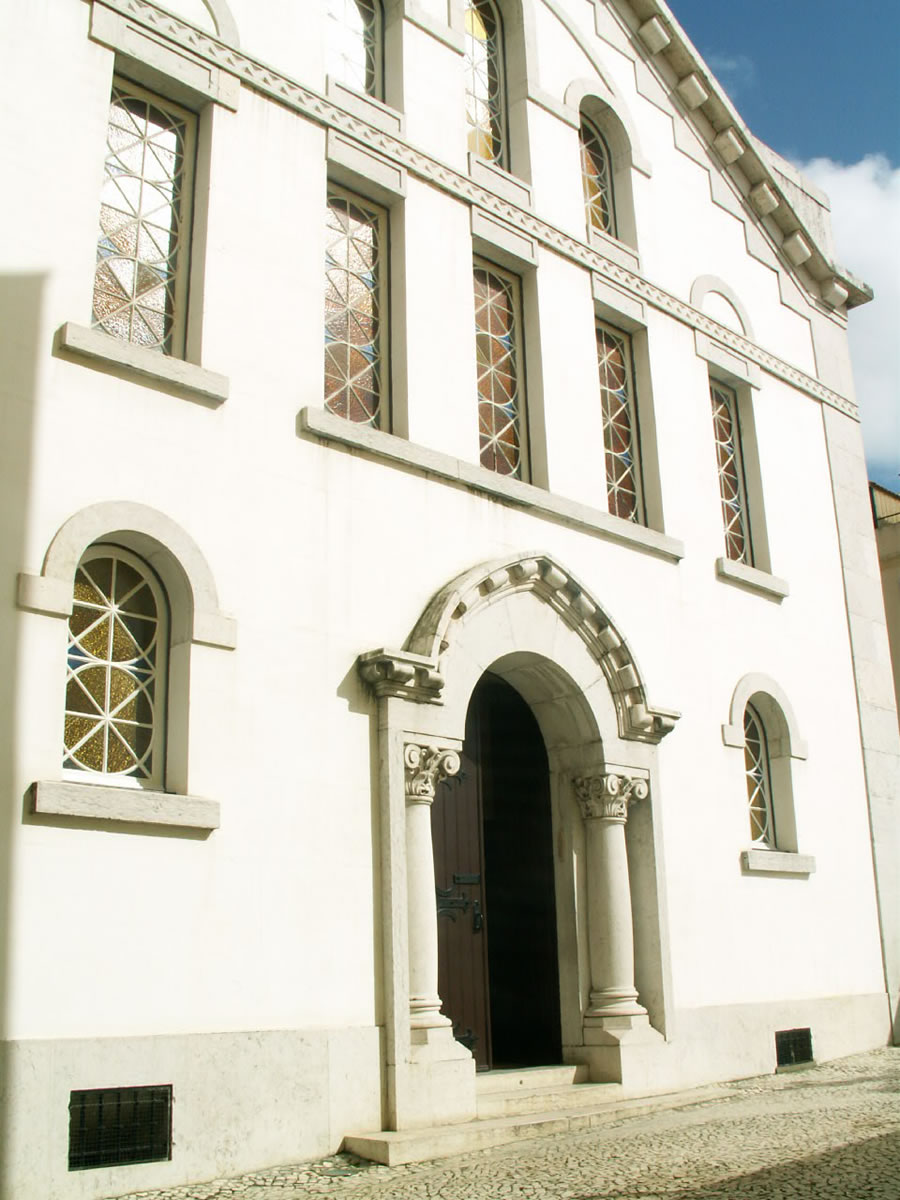
Fachada
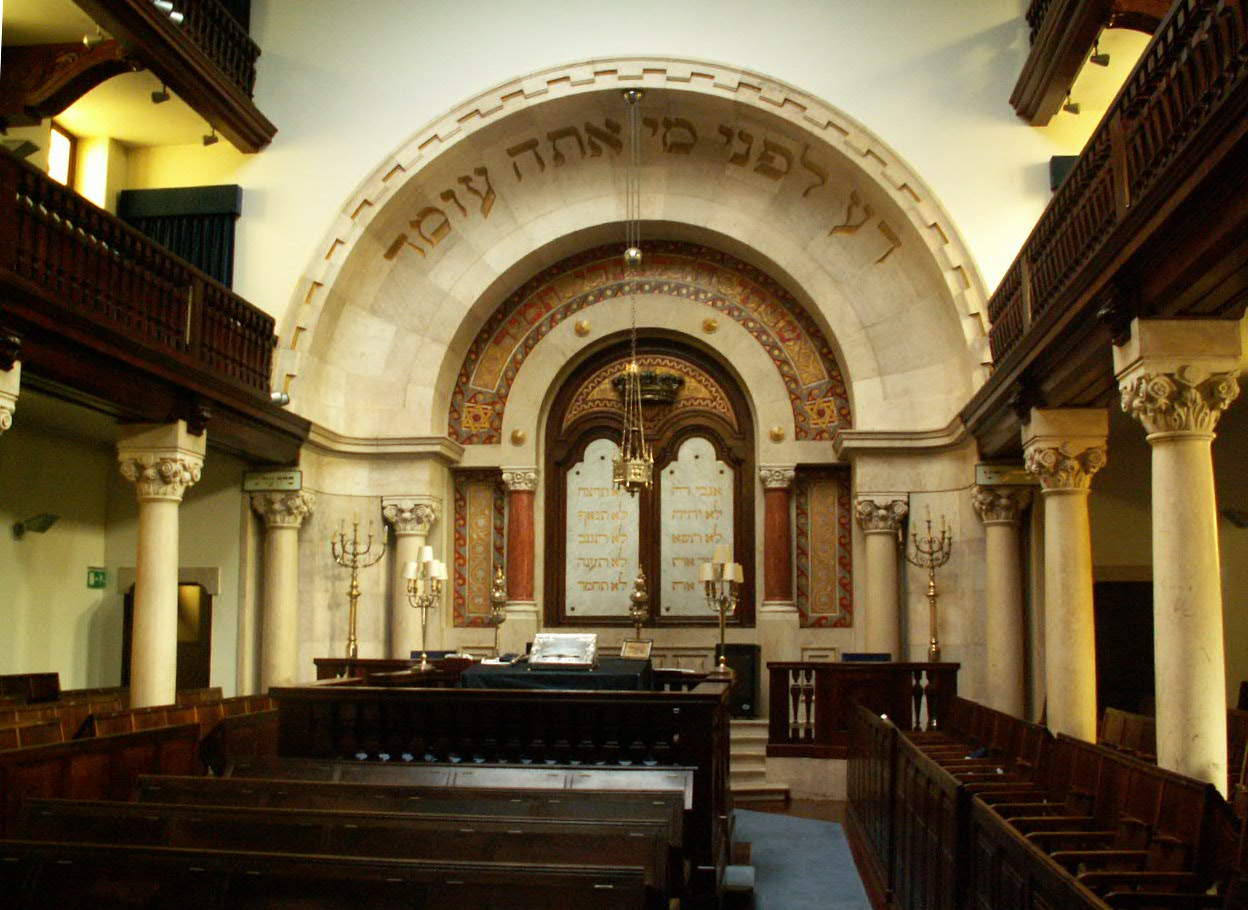
Interior

### Porto
A história da sinagoga Kadoorie está intrinsecamente ligada à história do seu fundador, capitão Artur Barros Basto, um oficial do exército português convertido ao Judaísmo e que se tornou um importante líder comunitário.
Tendo montado a sua vida no Porto, em 1921, o capitão tratou logo de reunir cerca de vinte judeus asquenazim naturais da Lituânia, Polónia, Alemanha e Rússia, recém chegados à cidade e que viviam do comércio. Estes não possuíam sinagoga, não estavam organizados e tinham que se deslocar a Lisboa sempre que, por motivos religiosos, era necessário.
Em 1923, foi registada oficialmente no Governo Civil do Porto a Comunidade Israelita do Porto. Da mesma faziam parte o capitão Barros Basto e as famílias asquenazim. O actual edifício da sinagoga só começaria a ser construído alguns anos mais tarde, mas a comunidade organizou-se e arrendou provisoriamente uma casa, na Rua Elias Garcia, que passou a funcionar como sinagoga.
Em 1929, com o objectivo de tentar converter para o judaísmo oficial os marranos que existiam em Trás-os-Montes e nas Beiras, Barros Basto reuniu fundos que lhe permitiram comprar um terreno na Rua de Guerra Junqueiro, onde a grande sinagoga Kadoorie Mekor Haim viria a ser construída. Foi então entregue na Câmara Municipal do Porto um requerimento para a obtenção do licenciamento necessário para início da obra e, poucas semanas mais tarde, foi colocada a primeira pedra e a construção iniciada.
A obra decorreu lentamente até 1933, devido aos elevados custos e aos fundos limitados do seu fundador e da comunidade, apesar de todo o apoio monetário então prestado pelo Comité dos Judeus Hispano-Portugueses em Londres.
Uns anos antes, em 1919, havia falecido, em Shangai, Laura Kadoorie, a esposa do filantropo judeu de origem iraquiana, Sir Elly Kadoorie, e os seus filhos Lawrence e Horace decidiram homenagear a mãe, descendente de judeus portugueses que abandonaram o país devido à Inquisição. Essa homenagem foi materializada no apoio monetário da família à construção de grande parte da Sinagoga do Porto, que passou assim a chamar-se “Sinagoga Kadoorie – Mekor Haim". “Kadoorie” em homenagem à referida família. “Mekor Haim" - o nome que o capitão Barros Basto já lhe tinha dado previamente. A sinagoga teve sempre um pequeno número de membros e, durante grande parte do século XX, esteve entregue a famílias da Europa Central e de Leste (Roskin, Kniskinsky, Finkelstein, Cymerman, Pressman e outras), que casaram entre si.
Segundo o blog oficial da comunidade, esta inclui cerca de 500 judeus originários de mais de trinta países e reúne em torno da mesma mesa todos os padrões e graus de observância do judaísmo.
Nos anos mais recentes, os membros da comunidade conectaram a organização ao resto do mundo judaico, escreveram as regras da Comunidade, restauraram o edifício da sinagoga, organizaram departamentos e criaram as condições necessárias para a vida judaica florescer novamente no Porto.
A organização possui um tribunal rabínico, dois rabinos oficiais, estruturas para kashrut, oferece cursos a professores para combater o anti-semitismo , e tem um museu, um cinema, filmes sobre sua história e protocolos de cooperação com o Estado Português, a Embaixada de Israel em Portugal, a B'nai B'rith International, a Liga Anti-Difamação, a Keren Hayesod, a Chabad Lubavitch, a Diocese do Porto e a comunidade muçulmana do Porto.
Em janeiro de 2019, o Presidente da República, Marcelo Rebelo de Sousa, visitou a Sinagoga do Porto, onde assistiu à celebração do Cabalat Shabat, após a qual usou da palavra. À chegada, o Chefe de Estado foi recebido pelo Presidente da Comunidade Judaica do Porto, Dias Ben Zion, e pelo Rabino-Chefe, Daniel Litvak.

Em Setembro de 2020, a Comunidade Judaica do Porto foi recebida pelo Presidente da Câmara do Porto, Rui Moreira, nos Paços do Concelho. O autarca deu as boas-vindas à Direção de uma comunidade em franco crescimento e rejuvenescimento na cidade, e que representa cerca 500 judeus, oriundos de mais de 30 países.[carece de fontes?]

Sinagoga Kadoorie Mekor Haim
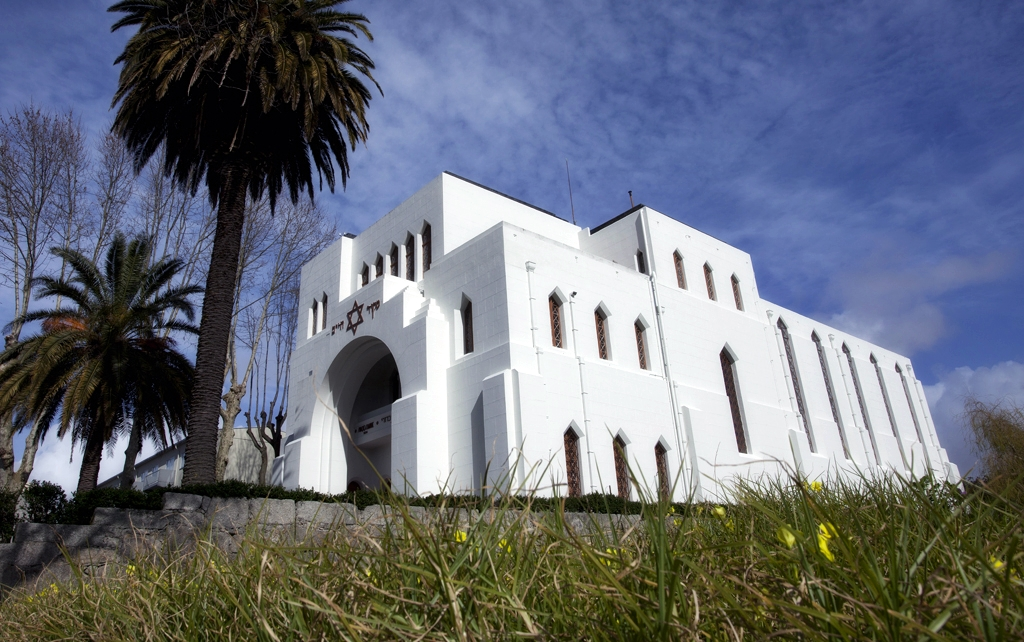
Fachada
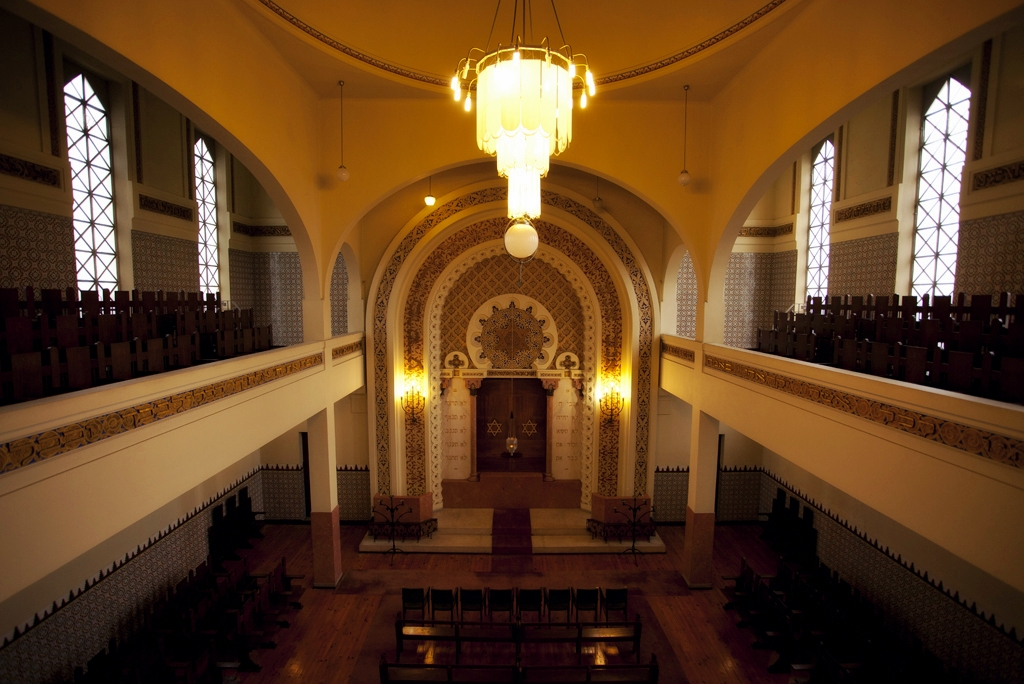
Interior

### Belmonte
A Comunidade Judaica de Belmonte foi reconhecida oficialmente em 1989. Congrega os judeus de Belmonte e arredores. A sua sede encontra-se na Rua Fonte Rosa, 6250-041, Belmonte. Aí está edificada a Sinagoga Beit Eliahu (Casa de Elias). Segundo o blogue oficial da Comunidade Judaica de Belmonte, esta é a única comunidade de Portugal que se pode considerar realmente portuguesa. Os seus membros são descendentes de cristãos-novos que durante toda a época da inquisição conseguiram preservar muitos dos ritos, orações e relações sociais, casando-se entre si no seio de poucas famílias.[carece de fontes?]

Sinagoga Beit Eliahu
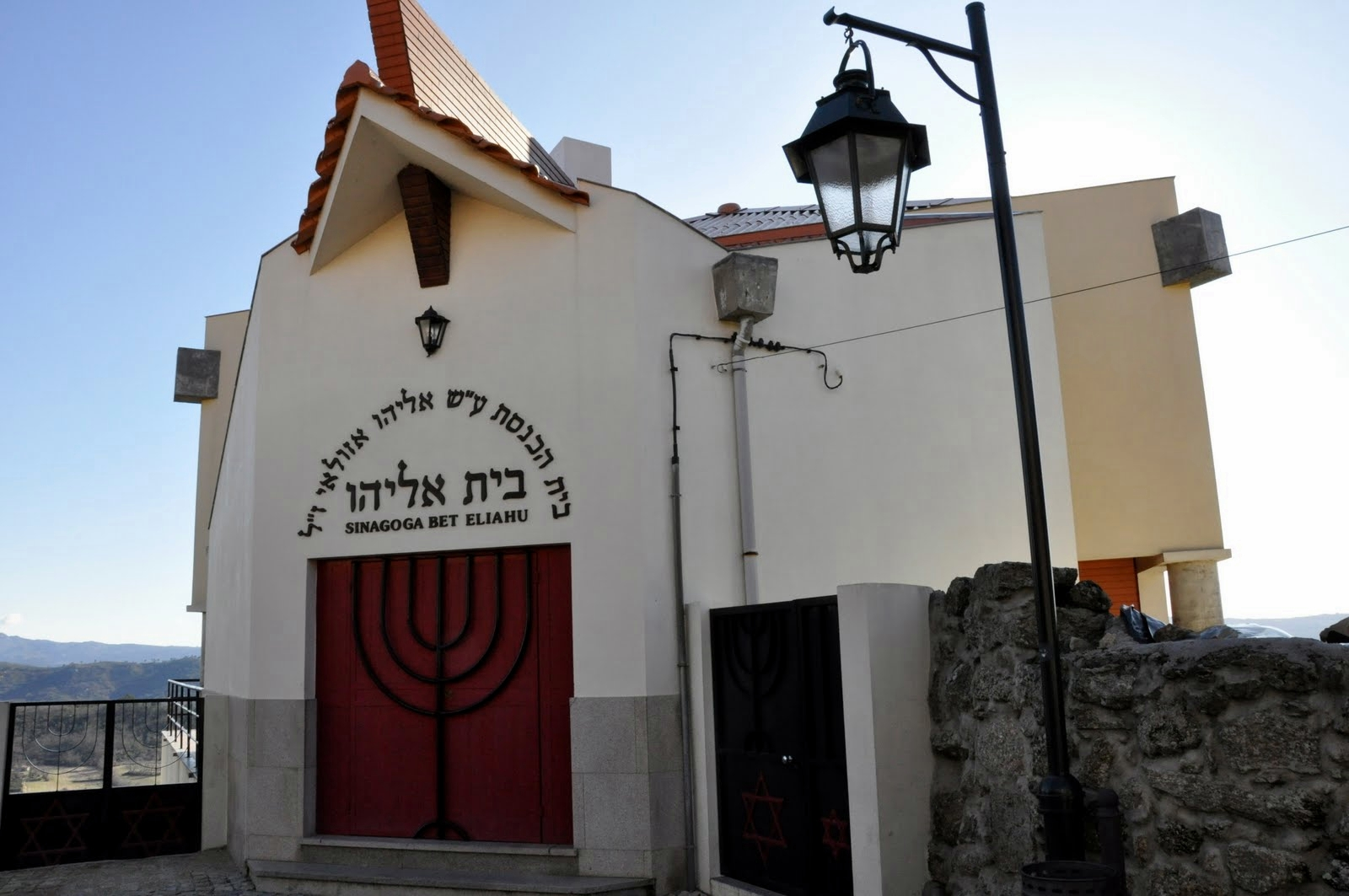
Fachada
InteriorInterior